# Passiflora sicyoides
Passiflora sicyoides es una especie fanerógama de la familia Passifloraceae.

## Clasificación y descripción de la especie
Planta herbácea trepadora, de 2 a 5(8) m de largo; tallo anguloso, estriado; estípulas semiovadas, cuspidadas, de 5 a 9(12) mm de largo, peciolos de 2 a 6(8.5) cm de largo, provistos de un par de glándulas situadas aproximadamente a la mitad de su largo o un poco más hacia la base del peciolo, de 1.5 a 3(4) mm de largo y hasta de 2 mm de diámetro, hojas triangular-cordadas en contorno general, de 5 a 12(15) cm de largo por 6 a 15(16.5) cm de ancho; flores dispuestas por pares en las axilas de las hojas, pedúnculos de 2 a 5(8.5) cm de largo, brácteas por lo general 3, distribuidas sobre el pedúnculo, lanceoladas a setáceas, hasta de 7 mm de largo y 1 mm de ancho; flores blanquecinas teñidas de morado en algunas porciones, de 3 a 4 cm de diámetro, de agradable olor dulzón; sépalos ovado-triangulares, de 1.2 a 2 cm de largo por 6 a 10 mm de ancho; pétalos ovados, de 0.5 a 1 cm de largo y 4 a 6 mm de ancho; paracorola formada por una sola serie de filamentos de 3 a 10 mm de largo, con 1 a 3(5) bandas moradas, anteras de 5 a 6 mm de largo; ovario estipitado, elipsoide, glabro, estilos de 2 a 7 mm de largo, estigmas de alrededor de 1.5 mm de diámetro; fruto de color morado oscuro en la madurez, elipsoide-obovoide, de 6 a 7.2 cm de 3 a 4 cm de diámetro, con el ápice redondeado; semillas ampliamente obovoides, de 4.5 a 5 mm de largo por 3.2 a 4 mm de ancho, reticulado-foveoladas, arilo anaranjado, de sabor ácido.

## Distribución de la especie
Se distribuye en el este y sur de México, en los estados de Nuevo León, Querétaro, Hidalgo, Puebla y Veracruz.

## Ambiente terrestre
Especie sumamente escasa, se desarrolla en bosque mesófilo de montaña, en un gradiente altitudinal que va de los 1850 a los 2500 m s.n.m. Florece en julio y agosto.

## Estado de conservación
No se encuentra bajo ningún estatus de protección.